# Lã Hảo Vấn
Lã Hảo Vấn (chữ Hán: 呂好問, 1064 - 1131), tên tự là Thuấn Đồ (舜徒), là đại thần dưới thời Bắc Tống và Nam Tống trong lịch sử Trung Quốc.

## Bước vào quan trường
Lã Hảo Vấn là cháu nội của tể tướng Lã Công Trứ thời Bắc Tống, phụ thân ông là Lã Hi Triết, làm quan đến chức thị giảng. Về sau ông được bổ nhiệm làm quan theo lệ phụ ấm. Những năm Sùng Ninh thời Tống Huy Tông, triều đình hạ lệnh khôi phục các chính sách cải cách thời Nguyên Phong do Vương An Thạch đề xướng, đồng thời trừng phạt những cựu thần Nguyên Hựu (đứng đầu là Tư Mã Quang và Lã Công Trứ), Lã Hảo Vấn do là con cháu của tể tướng thời Nguyên Hựu nên cũng bị bãi chức. Về sau ông làm Giám Đông nhạc miếu rồi Tư Dương châu nghi tào. Lúc em Thái Kinh là Thái Biện làm soái, muốn kết thân với Hảo Vấn nhưng không được. Về sau Biện đắc chính là Hảo Vấn không được đề cử (do không phải thân tín của Thái Biện). Khi đó Biện cười bảo ông nếu lúc trước kết bạn với mình thì giờ đã hiển quý. Lã Hảo Vấn cười không đáp.
Năm Tĩnh Khang nguyên niên Tống Khâm Tông (1126), được phong làm Tả tư gián, Gián nghị đại phu rồi Ngự sử trung thừa. Khâm Tông thường bảo ông
Khanh là con cháu cựu thần Nguyên Hựu, trẫm trọng dụng khanh để thiên hạ biết chí hướng của trẫm.
Lúc Huy Tông thoái vị nhường ngôi cho Khâm Tông thì đã phế trừ tân pháp, khôi phục pháp chế của tổ tông. Lúc đó bè đảng của Thái Kinh còn ở khắp nơi ra sức cản trở. Lã Hảo Vấn cũng tìm cách giúp đỡ Khâm Tông phế trừ các phép do Vương An Thạch đề ra.

## Trong sự biến Tĩnh Khang
Cùng năm 1126 người Kim tiến đánh Biện Kinh, sau khi nghị hòa thì rút đi. Lã Hảo Vấn dự đoán rằng người Kim thấy Trung Quốc yếu thế thì sẽ khinh, thu đông tất sang đánh nữa và đề xuất phòng bị. Quả nhiên về sau quân Kim lại tấn công thật, triều đình không có phòng bị, triều đình nhiều người muốn nghị hòa. Lã Hảo Vấn cho rằng không nên lơ lỏng phòng bị, nên đề xuất triệu tập các lộ cần vương, bảo vệ kinh thành. Khâm Tông không nghe.
Người Kim hãm Chân Định, đánh Trung Sơn, cả nước đều lo sợ. Đình thần khiếp nhược nên lại càng quyết nghị quà. Hảo Vấn mắng chửi bọn gian thần hại nước, vì thế bị biếm là Tri Viên châu. Khâm Tông cảm phục sự trung thành đó, lại phong làm Hạ bộ thị lang. Lúc người Kim đánh vào Biện, Khâm Tông mới nhớ tới lời đề nghị của Hảo Vấn nên thăng ông làm Binh bộ thượng thư. Cuối năm đó, Biện Kinh thất thủ, Khâm Tông cho triệu ông vào cung. Quân dân hơn 10.000 người ùa vào giết chết sứ thần nước Kim, và đòi gặp thiên tử. Lã Hảo Vấn cùng đế lên lầu ủy lạp quân dân. Vệ sĩ Tưởng Tuyên bước tới gạt mọi người ra ngoài. Tôn Phó và Lã Hảo Vấn can lại. Tưởng Tuyên mắng Tôn Phó
Việc nước đến nỗi này đều do tể tướng tín nhiệm gian thần mà ra.
Tôn Phó đang định biện hộ thì Lã Hảo Vấn lên tiếng, nói với Tưởng Tuyên
Ông trung thành muốn hộ giá phá vây là phải. Nhưng giờ trong ngoài đều có giặc, nhỡ gây điều gì thất thố thì biết tính sao?
Tưởng Tuyên khen
Thượng thư quả là biết rõ quân tình.

## Thời Trương Bang Xương
Rồi cùng lũ vệ sĩ chịu lui. Khâm Tông về sau bị người Kim thúc ép phải đến trại của chúng, Hảo Vấn theo Khâm Tông đến Kim doanh. Rồi Khâm Tông bị người Kim giữ lại, Hảo Vấn được lệnh về thành úy lạo quân dân. Thượng hoàng (Huy Tông) sau đó cũng bị ép ra khỏi cung rồi cũng rơi vào tay người Kim. Sau đó người Kim quyết định lập Trương Bang Xương làm thiên tử Trung Nguyên, cho Lã Hảo Vấn kà sự vụ quan. Bang Xương phong cho Lã Hảo Vấn làm quyền Lãnh môn hạ tỉnh. Bang Xương không xưng là trẫm mà xưng là ta, chưa cải nguyên, nhưng trong văn thư không còn hai chữ Tĩnh Khang. Riêng văn thư của Lã Hảo Vấn vẫn ghi là Tĩnh Khang nhị niên như cũ. Bọn Vương Thời Ung, Mạc Trù, Ngô Khai muốn đại xá, Hảo Vấn hỏi họ
Ngoài kia đâu đâu cũng thấy người Kim, vậy các người đại xá cho ai nào?
Vương Thời Ung vẫn quyết định đại xá riêng cho bọn tội phạm trong thành. Trước lúc về nước, Niêm Một Hát muốn lưu lại vài tướng và vệ sĩ để hộ vệ mà thực chất là khống chế Bang Xương. Hảo Vấn cố gắng thuyết phục
Nam bắc phong tục có sự khác biệt, sợ bắc binh không hợp phong thổ thì chẳng hay ho chút nào.
Niêm Một Hát nói
Ta để bối lặc lại.
Ông trả lời
Bối lặc là quý nhân lỡ có mệnh hệ gì thì sao gánh hết tội.
Một Hát mới thôi. Sau khi quân Kim Lã Hảo Vấn hỏi Trương Bang Xương
Tướng công có phải thực là muốn làm vua, hay chỉ thừa hành tạm thời cho một mưu đồ khác.
Bang Xương không hiểu. Lã Hảo Vấn nói tiếp
Tướng công chẳng lẽ không hiểu nhân tình chí hướng của người Trung Quốc sau. Lúc bọn Nữ Chân ở đây thì có binh uy củ chúng, bây giờ Nữ Chân đi rồi, thì còn ai ủng hộ tướng công nữa đây. Đại nguyên soái (chỉ Khang vương Triệu Cấu) ở bên ngoài, Nguyên Hựu hoàng thái hậu ở bên trong đó là ý trời. Bây giờ chỉ có cách sắp đặt lại như cũ, chuyển họa thành phúc, chứng tỏ việc làm của bậc trung thần. Xa giá chưa về, thì mỗi lần hạ văn thư không được xưng thánh chỉ.

## Ủng hộ thánh chúa
Trước đó người Kim để lại 5000 quân kị đề phòng Khang vương. Hảo Vấn nghe tin, viết thư cho Vương báo việc. Rồi lại viết thư nói
Đại vương nếu không tự lập thì sợ có người không đáng sẽ cướp mất.
Sau đó thì nói với Bang Xương
Mệnh trời, lòng người đều hướng về Đại nguyên soái. Tướng công nếu như sai người tôn phò thì công của tướng công lớn lắm. Còn nếu để chậm ra thì có người thanh nghĩa nổi dậy mà hối không kịp.
Sau đó đến Giám sát ngự sử Mã Trọng cũng khuyên như vậy, Bang Xương mới cho đón Nguyên Hựu hoàng thái hậu về cung, tôn là Tống thái hậu. Rồi lại sai Tạ Khắc Gia đem truyền quốc ngọc tỉ đến Nguyên soái phủ đón Khang vương. Hảo Vấn cũng sai người đến gặp Khang vương, khuyến tiến, thỉnh Nguyên Hựu thái hậu thùy liêm nhiếp chính, Bang Xương trở lại chức thái tể.

## Thời Nam Tống
Giữa năm 1127, Tống Cao Tông tức vị, thái hậu sai Hảo Vấn đem thư tới hành tại. Cao Tông nói với ông
Tông miếu được bảo toàn là công của khanh.
Sau đó phong ông làm Thượng thư hữu thừa. Nhưng tể tướng Lý Cương muốn trị tội Trương Bang Xương và đồng đảng. Hảo Vấn trách Lý Cương
Vương nghiệp gian nan, vừa mới chính vị đã trị tội, dùng quốc pháp thì lòng người sẽ lo sợ.
Thị ngự sử Vương Tân sau lại hặc tội Lã Hảo Vấn nghe theo mệnh lệnh của Bang Xương, Cao Tông vẫn bao dung với ông. Hảo Vấn lo sợ, mới dâng thư xin rút lui, được phong Tư Chính điện học sĩ và dời sang làm tri Tuyên châu, Đề cử Đổng Tiêu cung, rồi được phong Đông Lai quận hầu.
Năm 1131, Lã Hảo Vấn qua đời ở Quế châu, thọ 68 tuổi. Có năm người con: Lã Bổn Trung, Lã Quỹ Trung, Lã Bằng Trung, Lã Dụng Trung, Lã Thầm Trung. Các cháu là Lã Tổ Khiêm, Lã Tổ Kiệm. Riêng Bổn Trung, Tổ Khiêm, Tổ Kiệm đều có truyện riêng trong Tống sử. Hảo Vấn chịu khuất nhục để tìm cách khôi phục cơ nghiệp cho triều Tống, được xem là có lòng trung.